# Cantón de Heiltz-le-Maurupt
El cantón de Heiltz-le-Maurupt era una división administrativa francesa, que estaba situada en el departamento de Marne y la región de Champaña-Ardenas.

## Composición
El cantón estaba formado por veintidós comunas:
- Alliancelles
- Bassu
- Bassuet
- Bettancourt-la-Longue
- Mussy-le-Repos
- Changy
- Charmont
- Heiltz-le-Maurupt
- Heiltz-l'Évêque
- Jussecourt-Minecourt
- Outrepont
- Possesse
- Saint-Jean-devant-Possesse
- Sogny-en-l'Angle
- Val-de-Vière
- Vanault-le-Châtel
- Vanault-les-Dames
- Vavray-le-Grand
- Vavray-le-Petit
- Vernancourt
- Villers-le-Sec
- Vroil

## Supresión del cantón de Heiltz-le-Maurupt
En aplicación del Decreto n.º 2014-208 de 21 de febrero de 2014, el cantón de Heiltz-le-Maurupt fue suprimido el 22 de marzo de 2015 y sus 22 comunas pasaron a formar parte del nuevo cantón de Sermaize-les-Bains.